# Łanowe
Łanowe – w dawnej Polsce forma podatku gruntowego od ziem ornych, zwanego do XIV wieku poradlnym. W 1629 jego wybieranie zastąpiono podymnym.
Jest to także nazwa podatku płaconego od 1649 przez starostów, łącznie z kwartą zamiast wystawiania jednego piechura z każdych 20 łanów z dóbr królewskich (piechota wybraniecka).